# 黒崎地区 (倉敷市)
黒崎地区（くろさきちく）は、岡山県倉敷市玉島地域にある地区である。地区南部にある沙美海岸が知られる。
かつての浅口郡黒崎町（くろさきちょう）および黒崎村（くろさきそん）に相当する。現在、同市玉島黒崎・玉島黒崎新町からなる。
なお、倉敷市内の他地域にも黒崎という大字があるが、それについては中庄のページを参照のこと。

## 概要
倉敷市の最西南端に位置する、丘陵と海浜地からなる地区である。南浦（なんぽ）、岩谷（いわたに）、沙美（さみ）、小原（こばら）、岩屋（いわや）、屋守（やもり）、三軒屋（さんげんや）、西元浜(にしもとはま)、本村（ほんそん）の各地からなる。
かなり古くから人が住み着いていたようで、屋守集落には縄文時代の貝塚が発見されている（中津貝塚）。
江戸時代は、黒崎村として江戸幕府領であり倉敷支配所の管轄下にあった。明治になっても黒崎村として存続。昭和26年（1951年）には町制を施工し、黒崎町（くろさきちょう）となった。同29年（1953年）に玉島市に編入を経て、同42年（1967年）に新しい倉敷市となり、現在に至っている。
元々は、吉備の穴海の西部にあたる甕の海や玉の浦などと呼ばれた海域に地区西部・南部・北部が面していたが、江戸時代の干拓により南部のみが海に面する状態となった。
海浜地である南部の沙美集落にある沙美海岸には大規模な海水浴場があり、毎夏、大勢の海水浴客で賑わう。なお、この沙美海岸は、日本最初の海水浴場が開かれた場所でもある。

## 地域

### 内陸・丘陵部（本村など）
西部を丘陵地となっており、東部は南北に長い平地となっている。丘陵の谷地や平地部に集落が集中している。周辺市道沿いに家屋が存在している以外は大半が平坦で低湿な農地である
。
産業では、終戦後までは丘陵部を中心にキャンベルやデラウェアなどのブドウ栽培が盛んであった。
同様に葉タバコや除虫菊も多く栽培された。
近年では、ブドウは栽培種がマスカット中心に移行、葉タバコ・除虫菊は廃れ、代わりにモモや電照菊の栽培がみられる。
また、東南部の平地の一部は、倉敷市西部の準工業地域ともなっている。
近年、人口の増加により市街化のスプロール化が懸念されるため、公共施設の整備により住環境の改善を目的とする土地区画整理事業が計画されている。

### 海浜部（沙美・南浦など）

#### 沙美
海浜地域であるため、海岸に沿うように町並みが存在する。古くから漁業も発達している。沙美や南浦には漁港があり、黒崎漁協では、モガイ、クルマエビ、ノリなどの養殖漁業も行われている。また、魚介類を使用したカマボコ・チクワに代表される水産加工業もみられる。
後背地の丘陵地は古くからブドウや除虫菊などの産地である。
他に代表的な産業としてハエ取りリボンの製造があり、全国でトップクラスの産地である。
また前述の通り、沙美海岸・海水浴場があることで知られる。沙美海岸は東西に分かれており、東西の間に沙美漁港がある。同海水浴場は、日本初の海水浴場ともいわれ、1880年に当地の医師であった吉田親之が、綺麗な砂浜を利用した保養施設を考案し「海浜院」を開設したのが沙美海岸の始まりである。同海岸は大正時代になると井手訶六の小説『新しい生へ』で一躍有名となった。

#### 南浦
南浦（戸数約322）と岩谷（同約55）の二つの地区があるが、両方併せて南浦とも呼ばれる。上記沙美の西部にあり、玉島の最南西端である。西は浅口市寄島に接し、黒崎内陸部沙美から当地を通過し寄島へ通じる海岸線沿いの県道が走る。
南浦・岩谷とも南は瀬戸内海、三方は山に囲まれており、さらに海は浅瀬であるため漁業に不向きで、また地形上耕地も少ない。そのため農業や漁業に依存して生計を立てる家は少ない。
その代わりに古くから酒造や醤油・酢などの醸造業が盛んであった。
特に酒造業は、備中杜氏の系譜となる黒崎杜氏として名を馳せ、讃岐などの四国といった遠方でも活躍した。
現在は造り酒屋の数は減少したが、今も醤油や酢の醸造所を含め10軒程度が存在している。

## 人口・世帯数
平成24年9月末現在。
| 町字         | 世帯数 | 男性人口 | 女性人口 | 総人口 | 備考 |
| ------------ | ------ | -------- | -------- | ------ | ---- |
| 玉島黒崎     | 1915   | 2231     | 2489     | 4720   |      |
| 玉島黒崎新町 | 163    | 232      | 234      | 466    |      |
| 合計         | 2078   | 2463     | 2723     | 5186   |      |

## 通信

### 電話番号
黒崎を含む玉島地域は倉敷MAに属し、市外局番は086。これは倉敷市の他地域に加え都窪郡早島町および岡山市南区の一部（植松・西畦・箕島）と共通となる。

### 郵便番号
全域が玉島郵便局（郵便区番号713）の集配担当区域に当たる。
- 玉島黒崎 : 713-8126
- 玉島黒崎新町 : 713-8127

## 学区
小学校区
黒崎の内、南浦・岩谷は倉敷市立南浦小学校区。同、沙美は倉敷市立沙美小学校区。残る全域は、倉敷市立玉島南小学校区。
中学校区
全域が、倉敷市立黒崎中学校区。

## 産業
- 農業
  - ブドウ …… マスカットなど。
  - モモ …… 白桃など。
  - 電照菊
  - 花卉
    - 葉タバコ …… 現在は衰退。
    - 除虫菊 …… 現在は衰退。
    - 麦稈真田 …… 現在は衰退。
- 漁業
- 養殖業 …… ノリ、エビ、藻貝（サルボウ）など。
- 製造業
  - 水産加工品 …… カマボコなど。
  - ハエ取りリボン
- 醸造業
  - 酒類
  - 醤油
  - 酢

## 主要施設
教育・保育施設
- 倉敷市立沙美小学校
- 倉敷市立南浦小学校
- 倉敷市立黒崎中学校
- 倉敷市立黒崎保育園
- 倉敷市立沙美保育園
- 倉敷市立南浦保育園
- 倉敷市立南浦幼稚園
- 敬愛幼稚園

企業
- 黒崎漁協
- 新倉敷マリーナ

神社仏閣
- 海蔵寺 …… 映画『釣りバカ日誌18 ハマちゃんスーさん瀬戸の約束』（2007年）ロケ地[8]。
- 本性院

## 名所・史跡
- 沙美海岸・沙美海水浴場
- 中津貝塚

## 交通

### 道路
- 岡山県道47号倉敷長浜笠岡線 …… 黒崎地区をおおよそ海岸沿いに通過する県道。北東は玉島市街方面、西は浅口市寄島町・笠岡市方面へ抜ける。
- 岡山県道430号玉島黒崎金光線 …… 黒崎と浅口市金光町方面を沙美峠経由で結ぶ予定の県道だが、全線開通しておらず行き来には市道での迂回が必要。
- 岡山県道471号南浦金光線 …… 南浦にて岡山県道47号倉敷長浜笠岡線から分岐し、浅口市金光町佐方方面へ抜ける。国道2号玉島笠岡道路浅口金光ICに連絡。

## 参考サイト
- 倉敷市立南浦小学校
- 倉敷市立沙美小学校
- 倉敷市立玉島南小学校
- 倉敷市立黒崎中学校